# Chloroclysta caerulata
Chloroclysta caerulata är en fjärilsart som beskrevs av Edward Alfred Cockayne 1953. Chloroclysta caerulata ingår i släktet Chloroclysta och familjen mätare. Inga underarter finns listade i Catalogue of Life.